# Casa Sanfeliu
La Casa Sanfeliu és un edifici del municipi de Montblanc (Conca de Barberà) protegit com a bé cultural d'interès local.

## Descripció
La façana del carrer Major és de pedra a nivell de planta baixa i entresol i presenta un relleu amb les inicials "JS". La resta de la façana està arrebossada i presenta decoració esgrafiada.
L'ornamentació esgrafiada es troba a la part superior de la façana, sota l'ampit i cornisa dels balcons i del terrat. El tema o element decoratiu és la flor de lis (clara referència a Montblanc) que es troba circumscrita en un cercle que es repeteix horitzontalment fins a formar una sèrie. L'esgrafiat està fet amb dues capes d'argamassa de dos colors diferents, ressaltant l'evident diferència cromàtica de la capa interior o inferior, de color beix terrós o fosc, respecte a la capa exterior o superior beix clar.
Les obertures del primer i segon pis tenen els muntants i les llindes de pedra. El cos esquerre de la façana està arrebossat, amb un acabat que imita la pedra de la resta de la casa.

## Història
L'esgrafiat de la façana va ser restaurat l'any 1986 per Maties Solé i Maseras. La Casa Sanfeliu havia estat la seu dels telèfons i de l'antiga delegació de la Tabacalera, entre altres usos.